# Yoshitaka Amano
Yoshitaka Amano (天野 喜孝 (anteriorment 天野 嘉孝), Amano Yoshitaka) (Shizuoka, Prefectura de Shizuoka, Japó, 28 de juliol de 1952) és un artista japonès conegut per les seues il·lustracions per Vampire Hunter D i pels seus dissenys de personatges, imatges il·lustratives i disseny del logotip de capçalera per la sèrie de videojocs Final Fantasy desenvolupada per Square Enix (anteriorment Square).

## Llista d'obres

### Animació
- Science Ninja Team Gatchaman (1972)
- Casshan (1973)
- Hurricane Polymar (1974)
- New Honeybee Hutch (1974)
- Time Bokan (1975)
  - Yatterman (1977)
  - Zenderman (1979)
  - Rescueman (1980)
  - Yattodetaman (1981)
  - Gyakuten! Ippatsuman (1982)
  - Itadakiman (1983)
- Tekkaman: The Space Knight (1975)
- Gowappa 5 Gōdam (1976)
- Akū Daisakusen Srungle (1983)
- Genesis Climber MOSPEADA (1983)
- Radio City Fantasy
- Okawari Boy Starzan-S (1984)
- Bismark (anime) (1984)
- Angel's Egg (1985)
- Vampire Hunter D (1985)
- Amon Saga (1986)
- Twilight of the Cockroaches (1987)
- 1001 Nights (1998)[2]
- Ayakashi (2006)
- Fantascope ~Tylostoma~(2006)
- Bird's Song (2007)
- Ten Nights of Dreams (2007)
- Vegetable Fairies: N.Y. Salad (2007)
- Jungle Emperor (2009)
- Deva Zan (TBA)[3]

### Novel·les

#### Autor
- Deva Zan (2013)[4]

#### Illustrator
- Vampire Hunter D (1983-)
- Guin Saga (1984–1997)
- The Heroic Legend of Arslan (1986–1999)
- Sohryuden (1987-)
- Rampo Edogawa Mystery Collection (1987–1989)
- Tekiha Kaizoku Series
- Shinsetsu Taikō-ki
- Chimera-ho Series
- Garouden
- The Tale of Genji (1997)
- Galneryus – Portada del disc
- Sword World RPG
- Mateki: The Magic Flute
- Illustrated Blues (2010)
- A Cup of Magic! (1981)
- The Prince in the Scarlet Robe, Corum (1982)
- Erekosë Saga (1983)
- Elric Saga (1984)
- Dream Weaver (1985)
- The Chronicles of Castle Brass (1988)
- Hoka Series
- Seven Brothers (2006)
- Sandman: The Dream Hunters (1999)
- Elektra and Wolverine: The Redeemer (2002)
- Yoshitaka Amano's HERO (2006-)
- Shinjuku (2010)
- Shinjuku Azul (TBA)

### Llibre d'artista
- Maten / Evil Universe (1984)
- Genmukyu / Castle of Illusions (1986) (ISBN 4-403-01029-6)
- Imagine (1987) (ISBN 4-403-01031-8)
- Hiten / Flying Universe: The Art of Yoshitaka Amano (1989) (ISBN 4-257-03229-4
- Dawn (1991) (ISBN 4-87188-135-0
- The Heroic Tales Of Arslan (1991)
- The Illustrations for Tarot Card by Yoshitaka Amano (1992) (ISBN 4-87519-401-3
- Rasenoh / Spiral King (1992) (ISBN 4-19-414749-9)
- Le Roi de la Lune (1992) (ISBN 4-8164-1224-7)
- Mono (art book)|Mono (1993)
- Untitled set of 10 postcards (1993)
- Steps To Heaven (1993)
- Yoshitaka Amano Postcard Selection (1994) (ISBN 4-87188-800-2)
- 'Japan, Final Fantasy (1994) (ISBN 4-87188-338-8)
- Katen (1994) (ISBN 4-06-206858-3)
- Budōhime / Princess Budou (1996)
- Yousei / Fairies (1996) (ISBN 1-59582-062-0)
- Guin Saga (1996) (ISBN 4-15-207984-3)
- Yoshitaka Amano: Collection of Paintings (1996)
- 1996 (1996)
- Kan'oke / Coffin (1997) (ISBN 1-59582-061-2)
- Think Like Amano (1997)
- Biten (1999)
- Alice Erotica (1999)
- 1001 Nights (1999)
- Märchen (2000)
- Vampire Hunter D (2000) (ISBN 4-257-03606-0)
- POEM (2001)
- Kotatsu I (2002)
- Kotatsu II (2002)
- Guin Saga Chronicle (2002)
- The Sky (2002)
- Kiten (2002)
- Symphony' (2002)
- Amano First (2003) (ISBN 4-257-03683-4)
- The Virgin (2004) (ISBN 4-894-52846-0)

### Videojoc
- Final Fantasy (1987)
- Final Fantasy II (1988)
- First Queen (1988)
- Duel (1989)
- Duel98 (1989)
- Final Fantasy III (1990)
- First Queen 2 (1990)
- Final Fantasy IV (1991)
- Final Fantasy V (1992)
- Kawanakajima Ibunroku (1992)
- First Queen 3 (1993)
- Final Fantasy VI (1994)
- Front Mission (1995)
- Maten Densetsu (1995)
- Front Mission: Gun Hazard (1996)
- Final Fantasy VII (1997)
- Kartia: The Word of Fate (1998)
- Final Fantasy VIII (1999)
- Final Fantasy IX (2000)
- El Dorado Gate (2000–2001)
- Final Fantasy X (2001)
- Final Fantasy X-2 (2003)
- Final Fantasy XI (2002)
- Final Fantasy XII (2006)
- Lord of Vermilion (2008)
- Dissidia: Final Fantasy (2008)
- Lord of Vermilion II (2009)
- Final Fantasy XIII (2010)
- Final Fantasy XIV Online (2010)
- Lord of Arcana (2010)
- Dissidia 012 Final Fantasy (2011)
- Final Fantasy Type-0 (2011)
- Final Fantasy XIII-2 (2011)
- Fantasy Life (2012)
- Fairy Fencer F (2013) – Dissenyador d'Art[5]
- Child of Light (2014)
- Final Fantasy XV (forthcoming)
- Shinjuku Nexus (forthcoming)

### Diversos
- Vocaloid 3 Library: Zola Project (2013)[6]